# Nakseongdae (metropolitana di Seul)
Nakseongdae (낙성대역 - 落星垈驛, Nakseongdae-yeok ) è una stazione della linea 2 della metropolitana di Seul e si trova nel quartiere di Gwanak-gu, a sud del fiume Han.

## Linee
Seoul Metro
● Linea 2 (Codice: 227)

## Struttura
La linea passa in sotterranea, al terzo piano interrato, e dispone di due marciapiedi laterali con porte di banchina e due binari al centro. Sono presenti due aree tornelli indipendenti in base alla direzione, e quindi, una volta entrati, non è possibile cambiare direzione senza uscire nuovamente. Essendo la linea 2 una linea circolare, i binari vengono designati come "circolare interna" e "circolare esterna".
| Circ. interna | ● Linea 2 | per Daerim, Sindorim, Dangsan e Hapjeong        |
| Circ. esterna | ● Linea 2 | per Sadang, Gyodae, Gangnam, Seolleung e Jamsil |

## Stazioni adiacenti
| «       | Servizio | »                  |
| Linea 2 | Linea 2  | Linea 2            |
| ------- | -------- | ------------------ |
| Sadang  | -        | Università di Seul |